# Alpinia petiolata
Espèce
Classification phylogénétique
Alpinia petiolata  est une espèce de plantes à fleurs du genre Alpinia de la famille des Zingiberaceae. C'est une plante herbacée vivace originaire de la Malaisie péninsulaire.
Elle est mentionnée et décrite en 1892 dans l'ouvrage de Joseph Dalton Hooker  "The Flora of British India", volume 6, page 255 .
A.  petiolata est assigné à John Gilbert Baker, conservateur des Jardins botaniques royaux de Kew de 1890 à 1899.

## Écologie
L'espèce est mentionnée à une altitude comprise entre 800 et 1 200 mètres dans l'état de  Perak en Malaisie.